# 邁克·道格拉斯
邁克·道格拉斯 （Mike Douglas，1925年8月11日—2006年8月11日），是歌手、清談節目主持人Michael Delaney Dowd, Jr.的藝名。
早期為歌手，重要作品包括迪士尼動畫片《灰姑娘》中王子的代唱者。1961年開始在克里夫蘭主持清淡節目，1965年轉到費城。1967年主持《邁克·道格拉斯秀》（The Mike Douglas Show ）大受歡迎並於同年獲艾美獎。1978年轉到洛杉磯，直到節目在1981年結束。
1999年發表回憶錄I'll Be Right Back: Memories of TV's Greatest Talk Show。

## 外部連結
- Mike Douglas在互联网电影资料库（IMDb）上的資料（英文）
- Obituary （页面存档备份，存于）, billboard.com; accessed 9 August 2015.
- WKYC-TV – Talk Show host Mike Douglas remembered, wkyc.com; accessed 9 August 2015.
- Profile, cbs3.com; accessed 9 August 2015.
- 在美国电视档案馆上的邁克·道格拉斯採訪視頻